# Contrabanda FM
Contrabanda FM és una emissora de ràdio lliure de Barcelona que es defineix com a «lliure, no comercial, assembleària i autogestionada». Legalment és una associació cultural, fundada com a Col·lectiu Contrabanda el 1988, i és membre de ple dret de l'Associació Mundial de Ràdios Comunitàries. Emet per FM des del Turó del Carmel i per internet en streaming. Les persones associades participen en la presa de decisions i treballen voluntàriament per tirar endavant el projecte. Es manté gràcies a l'aportació de la seva base social, fet que li permet no haver de recórrer a la publicitat ni a les subvencions.

## Història
Va començar a emetre el 15 de gener de 1991 i durant els primers mesos, fins a l'octubre del 1991, compartia freqüència amb la històrica Ràdio PICA, de tres de la tarda a tres de la matinada l'una i la resta l'altra. Durant els primers anys es va viure un període de major tolerància cap a les ràdios lliures per part de la Generalitat de Catalunya, tot i que mai no se li va concedir una llicència. Aquesta manca de cobertura legal va permetre que Com Ràdio, en iniciar les seves emissions al març de 1995, ho fes al 91.0 MHz que Contrabanda FM havia utilitzat des de la seva fundació, obligant-la a desplaçar-se fins al 91.4 actual.
Un dels seus programes més famosos és Ràdio Nikòsia, un programa realitzat per persones que pateixen malalties mentals com l'esquizofrènia que s'emet cada dimecres. Aquest projecte és un model de rehabilitació per a malalts mentals. Aquest programa en s'ha fet conegut per la participació i col·laboració amb més de 20 mitjans de comunicació nacionals i internacionals.
El 19 de desembre de 2020, Contrabanda FM va aturar temporalment les emissions que feia pel 91.4 de l'FM i va desmantellar la seva antena ubicada al Turó de la Rovira. Actualment, el col·lectiu ha tornat a l'FM a través d'una antena, la localització de la qual no és pública. L'estudi històric de Contrabanda FM estava situat a la plaça Reial, al barri Gòtic, fins que es va traslladar al nou local ubicat a l'Ateneu Enciclopèdic Popular, al barri del Raval.